# Населення Барбадосу
Населення Барбадосу. Чисельність населення країни 2015 року становила 290,6 тис. осіб (181-ше місце у світі). Чисельність барбадосців стабільно збільшується, народжуваність 2015 року становила 11,87 ‰ (168-ме місце у світі), смертність — 8,44 ‰ (80-те місце у світі), природний приріст — 0,31 % (173-тє місце у світі) . 

## Природний рух

### Відтворення
Народжуваність у Барбадосі, станом на 2015 рік, дорівнює 11,87 ‰ (168-ме місце у світі). Коефіцієнт потенційної народжуваності 2015 року становив 1,68 дитини на одну жінку (174-те місце у світі).
Смертність у Барбадосі 2015 року становила 8,44 ‰ (80-те місце у світі).
Природний приріст населення в країні 2015 року становив 0,31 % (173-тє місце у світі).

### Вікова структура

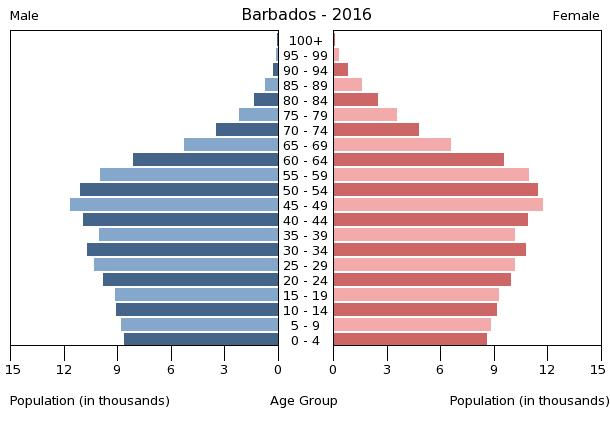
Віково-статева піраміда населення Барбадосу, 2016 рік

Середній вік населення Барбадосу становить 38,3 року (60-те місце у світі): для чоловіків — 37,2, для жінок — 39,4 року. Очікувана середня тривалість життя 2015 року становила 75,18 року (104-те місце у світі), для чоловіків — 72,82 року, для жінок — 77,56 року.
Вікова структура населення Барбадосу, станом на 2015 рік, мала такий вигляд:
- діти віком до 14 років — 18,29 % (26 570 чоловіків, 26 583 жінки);
- молодь віком 15—24 роки — 13,35 % (19 323 чоловіки, 19 461 жінка);
- дорослі віком 25—54 роки — 44,62 % (64 604 чоловіки, 65 069 жінок);
- особи передпохилого віку (55—64 роки) — 12,87 % (17 483 чоловіки, 19 907 жінок);
- особи похилого віку (65 років і старіші) — 10,88 % (12 596 чоловіків, 19 008 жінок)[1].

## Розселення
Густота населення країни 2015 року становила 661,0 особи/км² (18-те місце у світі). Найбільш густонаселена країна Карибських островів.

### Урбанізація
Барбадос середньоурбанізована країна. Рівень урбанізованості становить 31,5 % населення країни (станом на 2015 рік), темпи зростання частки міського населення — 0,13 % (оцінка тренду за 2010—2015 роки).
Головні міста держави: Бриджтаун (столиця) — 90,0 тис. осіб (дані за 2014 рік).

### Міграції
Річний рівень еміграції 2015 року становив 0,3 ‰ (128-ме місце у світі). Цей показник не враховує різниці між законними і незаконними мігрантами, між біженцями, трудовими мігрантами та іншими.

## Расово-етнічний склад
| Етнічний склад (2010 рік) | Етнічний склад (2010 рік) | Етнічний склад (2010 рік) | Етнічний склад (2010 рік) | Етнічний склад (2010 рік) |
| ------------------------- | ------------------------- | ------------------------- | ------------------------- | ------------------------- |
| Етнос:                    |                           |                           | Відсоток:                 |                           |
| темношкірі                | темношкірі                |                           | 92.4%                     | 92.4%                     |
| білі                      | білі                      |                           | 2.7%                      | 2.7%                      |
| мішаного походження       | мішаного походження       |                           | 3.1%                      | 3.1%                      |
| індійці                   | індійці                   |                           | 1.3%                      | 1.3%                      |
| інші                      | інші                      |                           | 0.4%                      | 0.4%                      |

Головні етноси країни: темношкірі — 92,4 %, білі — 2,7 %, мішаного походження — 3,1 %, індійці — 1,3 %, інші — 0,4 % населення (оціночні дані за 2010 рік).

## Мови
| Мови Барбадосу (2015 рік) | Мови Барбадосу (2015 рік) | Мови Барбадосу (2015 рік) | Мови Барбадосу (2015 рік) | Мови Барбадосу (2015 рік) |
| ------------------------- | ------------------------- | ------------------------- | ------------------------- | ------------------------- |
| Мова:                     |                           |                           | Відсоток:                 |                           |
| англійська                | англійська                |                           | %                         | %                         |
| бейджен-креол             | бейджен-креол             |                           | %                         | %                         |

Офіційна мова: англійська. Інші поширені мови: бейджен-креол (мова креолів, заснована на англійській).

## Релігії
| Релігії в Барбадосі (2009 рік) | Релігії в Барбадосі (2009 рік) | Релігії в Барбадосі (2009 рік) | Релігії в Барбадосі (2009 рік) | Релігії в Барбадосі (2009 рік) |
| ------------------------------ | ------------------------------ | ------------------------------ | ------------------------------ | ------------------------------ |
| Віросповідання:                |                                |                                | Відсоток:                      |                                |
| протестанти                    | протестанти                    |                                | 66.4%                          | 66.4%                          |
| католики                       | католики                       |                                | 3.8%                           | 3.8%                           |
| християни                      | християни                      |                                | 5.4%                           | 5.4%                           |
| свідки Єгови                   | свідки Єгови                   |                                | 2.0%                           | 2.0%                           |
| растамани                      | растамани                      |                                | 1%                             | 1%                             |
| інші                           | інші                           |                                | 1.5%                           | 1.5%                           |
| атеїсти                        | атеїсти                        |                                | 20.6%                          | 20.6%                          |
| агностики                      | агностики                      |                                | 1.2%                           | 1.2%                           |

Головні релігії й вірування, які сповідує, і конфесії та церковні організації, до яких відносить себе населення країни: протестантизм — 66,4 % (англіканство — 23,9 %, інші — п'ятидесятництво — 19,5 %, адвентизм — 5,9 %, методизм — 4,2 %, весліянствої — 3,4 %, назарейці — 3,2 %, Церква Бога — 2,4 %, баптизм — 1,8 %, чеські брати — 1,2 %, інші — протестантизм — 0,9 %), римо-католицтво — 3,8 %, інші течії християнства — 5,4 % (свідки Єгови — 2,0 %, інші — 3,4 %), растафаріанство — 1 %, інші — 1,5 %, не сповідують жодної — 20,6 %, не визначились — 1,2 % (станом на 2010 рік).

## Освіта
Рівень письменності 2015 року становив 99 % дорослого населення (віком від 15 років): 99 % — серед чоловіків, 99 % — серед жінок.
Державні витрати на освіту становлять 6,7 % ВВП країни, станом на 2014 рік (54-те місце у світі). Середня тривалість освіти становить 15 років, для хлопців — до 14 років, для дівчат — до 17 років (станом на 2011 рік).

## Охорона здоров'я
Забезпеченість лікарями у країні на рівні 1,81 лікаря на 1000 мешканців (станом на 2005 рік). Забезпеченість лікарняними ліжками у стаціонарах — 6,2 ліжка на 1000 мешканців (станом на 2012 рік). Загальні витрати на охорону здоров'я 2014 року становили 7,5 % ВВП країни (104-те місце у світі).
Смертність немовлят до 1 року, станом на 2015 рік, становила 10,42 ‰ (133-тє місце у світі); хлопчиків — 11,52 ‰, дівчаток — 9,31 ‰. Рівень материнської смертності 2015 року становив 27 випадків на 100 тис. народжень (106-те місце у світі).
Барбадос входить до складу ряду міжнародних організацій: Міжнародного руху (ICRM) і Міжнародної федерації товариств Червоного Хреста і Червоного Півмісяця (IFRCS), Дитячого фонду ООН (UNISEF), Всесвітньої організації охорони здоров'я (WHO).

### Захворювання
Станом на серпень 2016 року в країні зареєстровано випадки зараження вірусом Зіка через укуси комарів Aedes, переливання крові, статевим шляхом, під час вагітності. 2012 року зареєстровано 1,5 тис. хворих на СНІД (118-те місце у світі), це 0,88 % населення в репродуктивному віці 15—49 років (50-те місце у світі). Дані про кількість смертей від цієї хвороби за 2014 рік відсутні.
Частка дорослого населення з високим індексом маси тіла 2014 року становила 33,2 % (14-те місце у світі); частка дітей віком до 5 років зі зниженою масою тіла становила 3,5 % (оцінка на 2012 рік). Ця статистика показує як власне стан харчування, так і наявну/гіпотетичну поширеність різних захворювань.

### Санітарія
Доступ до облаштованих джерел питної води 2015 року мало 99,7 % населення в містах і 99,7 % в сільській місцевості; загалом 99,7 % населення країни. Відсоток забезпеченості населення доступом до облаштованого водовідведення (каналізація, септик): в містах — 96,2 %, в сільській місцевості — 96,2 %, загалом по країні — 96,2 % (станом на 2015 рік). Споживання прісної води, станом на 2009 рік, дорівнює 0,1 км³ на рік, або 371,3 тонни на одного мешканця на рік: з яких 20 % припадає на побутові, 26 % — на промислові, 54 % — на сільськогосподарські потреби.

## Соціально-економічне становище
Співвідношення осіб, що в економічному плані залежать від інших, до осіб працездатного віку (15—64 роки) загалом становить 50,4 % (станом на 2015 рік): частка дітей — 29,1 %; частка осіб похилого віку — 21,3 %, або 4,7 потенційно працездатного на 1 пенсіонера. Загалом ці показники характеризують рівень потреби державної допомоги в секторах освіти, охорони здоров'я та пенсійного забезпечення, відповідно. Дані про відсоток населення країни, що перебуває за межею бідності, відсутні. Дані про розподіл доходів домогосподарств у країні відсутні.
Станом на 2015 рік, в країні 29,15 тис. осіб не має доступу до електромереж; 91 % населення має доступ, в містах цей показник дорівнює 100 %, у сільській місцевості — 80 %. Рівень проникнення інтернет-технологій високий. Станом на липень 2015 року в країні налічувалось 221 тис. унікальних інтернет-користувачів (152-ге місце у світі), що становило 76,1 % загальної кількості населення країни.

### Трудові ресурси
Загальні трудові ресурси 2015 року становили 142 тис. осіб (179-те місце у світі). Зайнятість економічно активного населення у господарстві країни розподіляється таким чином: аграрне, лісове і рибне господарства — 10 %; промисловість і будівництво — 15 %; сфера послуг — 75 % (станом на 1996 рік). Безробіття 2015 року дорівнювало 10,8 % працездатного населення, 2014 року — 11,5 % (123-тє місце у світі); серед молоді у віці 15—24 років ця частка становила 29,6 %, серед юнаків — 27,7 %, серед дівчат — 31,9 %

## Кримінал

### Наркотики

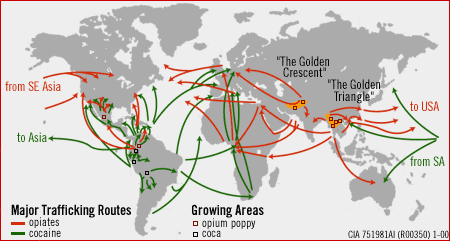
Світові маршрути наркотрафіку

Один з транзитних пунктів для наркотрафіку до Європи й США; відомий офшорний центр відмивання грошей.

### Торгівля людьми
Згідно зі щорічною доповіддю про торгівлю людьми (англ. Trafficking in Persons Report) Управління з моніторингу та боротьби з торгівлею людьми Державного департаменту США, уряд Барбадосу докладає значних зусиль у боротьбі з явищем примусової праці, сексуальної експлуатації, незаконною торгівлею внутрішніми органами, але не повною мірою, країна перебуває у списку спостереження другого рівня.

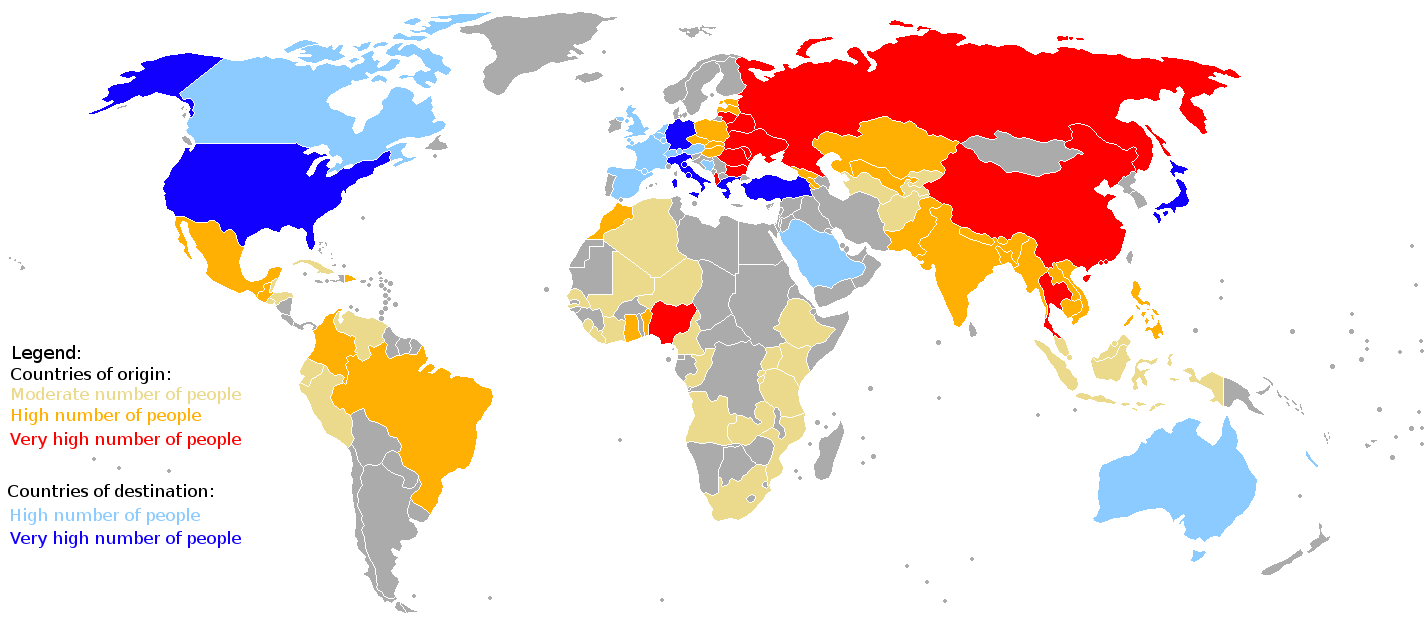
Країни-донори (червоний) і країни-реципієнти кримінальних потоків  (англ.)
Глобальна боротьба з торгівлею людьми (англ.)

## Гендерний стан
Статеве співвідношення (оцінка 2015 року):
- при народженні — 1,01 особи чоловічої статі на 1 особу жіночої;
- у віці до 14 років — 1 особи чоловічої статі на 1 особу жіночої;
- у віці 15—24 років — 0,99 особи чоловічої статі на 1 особу жіночої;
- у віці 25—54 років — 0,99 особи чоловічої статі на 1 особу жіночої;
- у віці 55—64 років — 0,88 особи чоловічої статі на 1 особу жіночої;
- у віці за 64 роки — 0,66 особи чоловічої статі на 1 особу жіночої;
- загалом — 0,94 особи чоловічої статі на 1 особу жіночої[1].

## Демографічні дослідження
Демографічні дослідження у країні ведуться рядом державних і наукових установ:

### Українською
- Атлас. 10—11 клас. Економічна і соціальна географія світу / упорядники :  О. Я. Скуратович, Н. І. Чанцева. — К. : ДНВП «Картографія», 2010. — ISBN 978-966-475-639-3.
- Атлас світу / голов. ред. І. С. Руденко ; зав. ред. В. В. Радченко ; відп. ред. О. В. Вакуленко. — К. : ДНВП «Картографія», 2005. — 336 с. — ISBN 9666315467.
- Безуглий В. В. Економічна і соціальна географія зарубіжних країн : Навчальний посібник. — К. : ВЦ «Академія», 2007. — 704 с. — ISBN 978-966-580-239-6.
- Безуглий В. В., Козинець С. В. Регіональна економічна і соціальна географія світу : Навчальний посібник. — видання 2-ге, доп., перероб. — К. : ВЦ «Академія», 2007. — 688 с. — ISBN 966-580-144-9.
- Головченко В. І., Кравчук О. Країнознавство: Азія, Африка, Латинська Америка, Австралія і Океанія. — К., 2006. — 335 с. — ISBN 966-8939-04-2.
- Гудзеляк І. І. Географія населення: Навчальний посібник / І. Гудзеляк. — Л. : Видавничий центр ЛНУ імені Івана Франка, 2008. — 232 с. — ISBN 978-966-613-599-8.
- Дахно І. І. Країни світу: Енциклопедичний довідник / І. І. Дахно, С. М. Тимофієв. — К. : Мапа, 2011. — 606 с. — (Бібліотека нового українця) — ISBN 978-966-8804-23-6.
- Дахно І. І. Економічна географія зарубіжних країн : навчальний посібник. — К. : Центр учбової літератури, 2014. — 319 с. — ISBN 978-611-01-0682-5.
- Джаман В. О. Регіональні системи розселення: демографічні аспекти. — Чернівці : Рута, 2003. — 392 с. — ISBN 9665685988.
- Дорошенко Л. С. Демографія: Навчальний посібник. — К. : МАУП, 2005. — 112 с. — ISBN 966-608-442-2.
- Дубович І. А. Країнознавчий словник-довідник. — 5-те вид., перероб. і доп. — К. : Знання, 2008. — 839 с. — ISBN 978-966-346-330-8.
- Економічна і соціальна географія країн світу. Навчальний посібник / За ред. Кузика С. П. — Л. : Світ, 2002. — 672 с. — ISBN 966-603-178-7.
- Загальна медична географія світу / В. О. Шевченко [та ін.] — К. : [б.в.], 1998. — 178 с.
- Книш М. М., Мамчур О. І. Регіональна економічна і соціальна географія світу (Латинська Америка та Карибські країни, Африка, Азія, Океанія) : навч. посіб. — Л. : ЛНУ ім. Івана Франка, 2013. — 368 с. — ISBN 978-617-10-0007-0.
- Крисаченко В. С. Динаміка населення: Популяційні, етнічні та глобальні виміри. — К. : Видавництво Національного інституту стратегічних досліджень, 2005. — 368 с. — ISBN 966-554-083-1.
- Кузик С. П., Книш М. М. Економічна і соціальна географія країн Америки : навч. посіб. — Л. : ЛНУ ім. Івана Франка, 1999. — 299 с. — ISBN 966-613-026-2.
- Любіцева О. О., Мезенцев К. В., Павлов С. В. Географія релігій. — К. : АртЕК, 1999. — 504 с. — ISBN 966-505-006-0.
- Масляк П. О. Країнознавство. — К. : Знання, 2007. — 292 с. — (Вища освіта XXI століття)
- Масляк П. О., Дахно І. І. Економічна і соціальна географія світу / П. О. Масляк, І. І. Дахно ; за ред. П. О. Масляка. — К. : Вежа, 2003. — 280 с. — ISBN 966-7091-53-8.

### Російською
- (рос.) Барбадос // Демографический энциклопедический словарь / главн. ред. Валентей Д. И. — М. : Советская энциклопедия, 1985. — 608 с.
- (рос.) Барбадос // Латинская Америка. Энциклопедический справочник [в 2-х тт.] / Главный редактор В. В. Вольский. — М. : Советская энциклопедия, 1979. — Т. 1. А-К. — 576 с.

Багамские Острова
- (рос.) Барбадос // Атлас народов мира / Отв. ред. С. И. Брук и В. С. Апенченко. — М. : ГУГК ГГК СССР и Институт этнографии им. Н. Н. Миклухо-Маклая АН СССР, 1964. — 185 с. — 20 тис. прим.
- (рос.) Численность и расселение народов мира. Этнографические очерки / под ред. С. И. Брука. — М. : Издательство АН СССР, 1962. — 487 с.
- (рос.) Лаппо Г. М. География городов: Учебное пособие для географических факультетов вузов. — М. : Туманит, изд. центр ВЛАДОС, 1997. — 476 с. — ISBN 5-691-00047-0.
- (рос.) Ягельский А. География населения. — М. : Прогресс, 1980. — 383 с.